# Інкумбент
Інку́мбе́нт — чинний власник посади або позиції. Слово зазвичай вживається в контексті виборів. Наприклад, на виборах в президенти інкумбент — це особа, яка займає чи виконує обов'язки президента напередодні виборів, незалежно від того, претендує вона на переобрання чи ні. У деяких ситуаціях, під час виборів на цю посаду або позицію, може не бути інкумбента (наприклад, коли створюється новий виборчий округ), і в цьому випадку посада або позиція вважається вакантною або відкритою. У Сполучених Штатах вибори без інкумбента називають вільним місцем або відкритим конкурсом.

## Етимологія
Слово «інкумбент» походить від латинського дієслова incumbere, і буквально означає «нахилитися або покладати на» з основою дієприкметника теперішнього часу incumbent, що є одним з варіантів слова encumber — захаращувати, яке походить від кореня cumber, який можна найкраще визначити як: «Займати обструктивно або незручно; блокувати заповнення тим, що заважає свободі руху або дії; обтяжувати, вантажити».

## Переваги інкумбента
Загалом, інкумбент має політичну перевагу над іншими претендентами на виборах. За винятком випадків, коли терміни виборів визначаються конституцією або законодавством, чинний президент може мати право визначати дату виборів.
Для більшості політичних посад ім'я інкумбента впізнається частіше через його попередню роботу на займаній посаді. У інкумбента також є легший доступ до фінансування виборчої кампанії, а також до державних ресурсів (таким як привілей франкування), які можуть непрямо використовуватися для підвищення успіху кампанії з переобрання інкумбента.
У Сполучених Штатах вибори (особливо для одномандатного виборчого округу в законодавчому органі), на яких інкумбент не претендує на переобрання, часто називають вільним місцем; через відсутність інкумбента на виборах вони часто є найяскравішими виборчими перегонами. Крім того, відкритий конкурс створюється, коли термін повноважень обмежений, як у разі, коли термін повноважень президента США обмежений двома чотирирічними термінами, а діючому президенту заборонена повторна участь у конкурсі.
Коли новачки прагнуть заповнити незайняту посаду, виборці схильні порівнювати та зіставляти кваліфікації, позиції в політичних питаннях й особисті характеристики кандидатів порівняно простим способом. Вибори за участю інкумбента, з іншого боку, є, за висловом Гая Моліна, «по суті референдумом про інкумбента». Тільки якщо виборці вирішать «звільнити» інкумбента, вони почнуть оцінювати, чи є кожен з претендентів прийнятною альтернативою.
У дослідженні, проведеному в 2017 році в Британському журналі політичних наук, затверджується, що перевага інкумбента пов'язана з тим, що виборці оцінюють його ідеологію індивідуально, тоді як вони припускають, що будь-який претендент розділяє ідеологію партії, до якої входить. Це означає, що ця перевага стає все більш значною у міру посилення політичної поляризації. Дослідження, проведене в 2017 році в «Журналі політики», показало, що інкумбенти мають «набагато більшу перевагу» на чергових виборах, ніж на виборах позачергових.

### Сплеск кількості голосів на виборах
Політичні аналітики в Сполучених Штатах і Сполученому Королівстві наголосили на існуванні сплеску, коли представники першого терміну мають приріст у кількості відданих за них голосів на своїх перших перевиборах. Кажуть, що це явище дає перевагу до 10 % для представників першого терміну, що збільшує перевагу інкумбента.

## Слабкості інкумбента
Проте, існують сценарії, у яких сам факт перебування на посаді веде до програшу на виборах. Зазвичай такі ситуації виникають, коли інкумбент зарекомендував себе як не вартий посади, а претенденти демонструють це виборцям. Інша слабкість, яка може привести до втрати посади інкумбентом проявляється в разі, якщо вони перебували при владі протягом багатьох термінів поспіль, незважаючи на показники ефективності, просто тому, що претенденти переконують виборців у необхідності змін. Також стверджується, що на власників надзвичайно впливових посад чиниться величезний тиск, який робить їх політично безсилими і нездатними завоювати достатню суспільну довіру для переобрання; такий стан справ, наприклад, з Президентством Франції.
Нік Панагакіс, дослідник громадської думки, придумав те, що він назвав правилом інкумбента в 1989 році: будь-який виборець, який стверджує, що не визначився до кінця виборів з кандидатом, ймовірно, насамкінець проголосує за претендента, а не за інкумбента.
У Франції це явище відоме за яскравою фразою «Sortez les sortants» (забирайтеся з поста [представники]!), яка була гаслом руху пужадистів на французьких законодавчих виборах 1956 року.